# Geary, Oklahoma
Geary är en ort i Blaine County, och Canadian County, i Oklahoma. Vid 2010 års folkräkning hade Geary 1 280 invånare.